# Campeonato Paraibano
Campeonato Paraibano - ligowe mistrzostwa brazylijskiego stanu Paraíba.

## Format
Pierwsza liga
- Pierwszy etap

Kluby grają ze sobą każdy z każdym po jednym meczu. Na koniec najlepsze 4 kluby grają systemem każdy z każdym mecz i rewanż
- Drugi etap

Format taki sam jak w pierwszym etapie
- Trzeci etap

Mistrz pierwszego etapu gra mecz i rewanż o mistrzostwo stanu z mistrzem drugiego etapu. Jeśli ten sam klub wygrał pierwszy i drugi etap - trzeci etap jest zbędny.
Klub, który w tabeli sumarycznej sezonu był ostatni, spada do drugiej ligi stanowej.
Jak we wszystkich brazylijskich rozgrywkach format ulega częstym zmianom.

## Kluby
Pierwsza liga
- Associação Desportiva Guarabira
- Atlético Cajazeirense de Desportos
- Botafogo Futebol Clube
- Campinense Clube
- Esporte Clube de Patos
- Nacional Atlético Clube (Cabedelo)
- Nacional Atlético Clube (Patos)
- Sousa Esporte Clube
- Treze Futebol Clube

## Lista mistrzów
- 1919 Palmeiras
- 1920 Cabo Branco
- 1921 Palmeiras
- 1922 #
- 1923 América
- 1924 Cabo Branco
- 1925 América
- 1926 Cabo Branco
- 1927 Cabo Branco
- 1928 Palmeiras
- 1929 Cabo Branco
- 1930 #
- 1931 Cabo Branco
- 1932 Cabo Branco
- 1933 Palmeiras
- 1934 Cabo Branco
- 1935 Palmeiras
- 1936 Botafogo
- 1937 Botafogo
- 1938 Botafogo
- 1939 Auto Esporte
- 1940 Treze
- 1941 Treze
- 1942 Astréa
- 1943 Astréa
- 1944 Botafogo
- 1945 Botafogo
- 1946 Felipéia
- 1947 Botafogo
- 1948 Botafogo
- 1949 Botafogo
- 1950 Treze
- 1951 #
- 1952 Red Cross
- 1953 Botafogo
- 1954 Botafogo
- 1955 Botafogo
- 1956 Auto Esporte
- 1957 Botafogo
- 1958 Auto Esporte
- 1959 Estrela do Mar
- 1960 Campinense
- 1961 Campinense
- 1962 Campinense
- 1963 Campinense
- 1964 Campinense
- 1965 Campinense
- 1966 Treze
- 1967 Campinense
- 1968 Botafogo
- 1969 Botafogo
- 1970 Botafogo
- 1971 Campinense
- 1972 Campinense
- 1973 Campinense
- 1974 Campinense
- 1975 Botafogo e Treze
- 1976 Botafogo
- 1977 Botafogo
- 1978 Botafogo
- 1979 Botafogo
- 1980 Campinense
- 1981 Treze
- 1982 Treze
- 1983 Treze
- 1984 Botafogo
- 1985 #
- 1986 Botafogo
- 1987 Auto Esporte
- 1988 Botafogo
- 1989 Treze
- 1990 Auto Esporte
- 1991 Campinense
- 1992 Auto Esporte
- 1993 Campinense
- 1994 Sousa
- 1995 Santa Cruz
- 1996 Santa Cruz
- 1997 Confiança
- 1998 Botafogo
- 1999 Botafogo
- 2000 Treze
- 2001 Treze
- 2002 Atlético Cajazeirense
- 2003 Botafogo
- 2004 Campinense
- 2005 Treze
- 2006 Treze
- 2007 Nacional de Patos
- 2008 Campinense
- 2009 Sousa
- 2010 Treze
- 2011 Treze
- 2012 Campinense
- 2013 Botafogo

### Kluby według tytułów
- 27 - Botafogo
- 17 - Campinense
- 15 - Treze
- 9 - Cabo Branco
- 6 - Auto Esporte
- 5 - Palmeiras
- 2 - Santa Cruz, Astréa, América, Sousa
- 1 - Atlético Cajazeirense, Confiança, Nacional de Patos, Estrela do Mar, Red Cross, Felipéia